# Montse Cortés

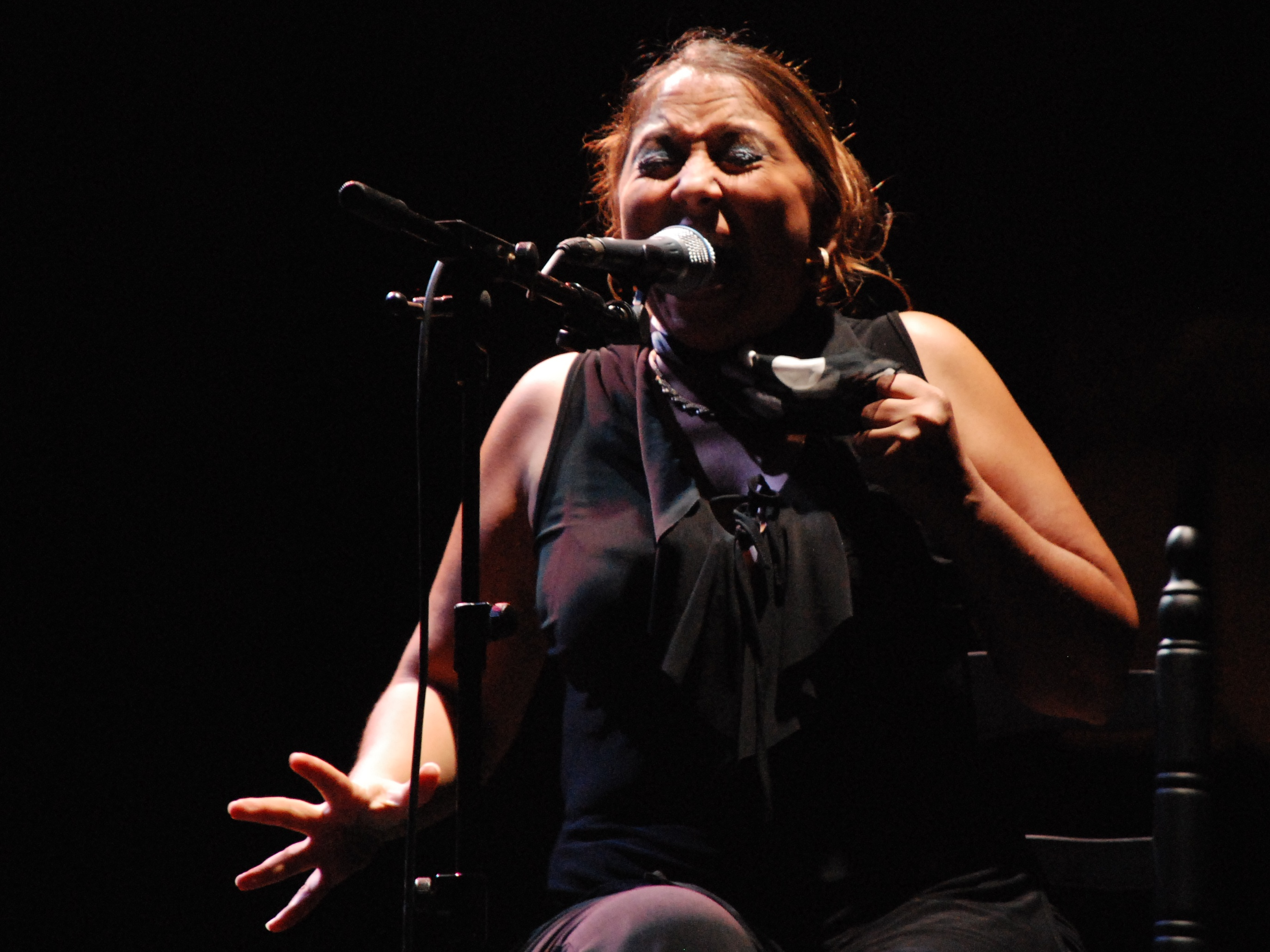
Montse Cortés en Málaga en Flamenco (23 de agosto de 2007).

Montserrat Cortés Fernández (n. Barcelona, 1972) es una cantaora gitana de flamenco española conocida artísticamente como Montse Cortés. 
Creció en el barrio de La Mina de San Adrián de Besós. Empezó cantando en los tablaos barceloneses y acompañando al baile, así fue como Antonio Canales la descubrió y la incorporó a su compañía, donde permaneció cinco años antes de decidirse a grabar su primer disco en solitario, Alabanza (2000), con el que fue candidata al Grammy Latino.
Entre otros, ha compartido escenario con La Paquera de Jerez, ha cantado para bailaores como Sara Baras, Juan de Juan o Joaquín Cortés y ha acompañado al gran guitarrista Paco de Lucía.

## Discografía
- Alabanza (2000/Sony) Su disco más famoso, le valió una nominación para los Grammys Latinos.
- La rosa blanca (2004/Sony Bmg)
- Flamencas en la sombra (2014/Universal)

## Colaboraciones
- Suena flamenco (1998) de Miguel Poveda
- De la zambra al duende (1999) de Juan Habichuela
- Joaquín Cortés Live at the Royal Albert Hall (2003/Sony)
- Cositas buenas de Paco de Lucía (2004/Sony Bmg)
- Neruda en el corazón (2004), homenaje colectivo al poeta Pablo Neruda.
- Casa Limón (2005)
- B.S.O. La leyenda del tiempo (2006)
- Tinta roja (2006) Andrés Calamaro
- El tío Moncho. El arte del bolero (2007)
- Leyenda andaluza (2008/Arc Music) con Danza Fuego
- El Día Que Me Quieras con Andrés Calamaro
- Esencial Diego "El Cigala" (2016/Sony Music): Sol y Luna